# We Will Rave
We Will Rave – singel austriackiej piosenkarki Kaleen wydany 1 marca 2024 nakładem wytwórni Warner Music Austria. Utwór napisali i skomponowali Anderz Wrethov, Jimmy „Joker” Thörnfeldt, Julie „Kill J” Aagaard i Thomas Stengaard. Kompozycja reprezentowała Austrię w 68. Konkursie Piosenki Eurowizji w Malmö.
Według piosenkarki, w utworze wykorzystano motyw ruchu imprezowego rave, ponieważ opowiada on o miejscu, w którym „osoby z zewnątrz i zranione dusze udają się, aby uzdrowić się i rozwiązać swoje problemy poprzez muzykę”, dodając, że rave w jej zrozumieniu to „morze rytmu, które zmywa ból i nas wybawia”.

## Lista utworów
| Digital download / media strumieniowe | Digital download / media strumieniowe | Digital download / media strumieniowe |
| Nr                                    | Tytuł utworu                          | Długość                               |
| ------------------------------------- | ------------------------------------- | ------------------------------------- |
| 1.                                    | „We Will Rave”                        | 3:05                                  |

## Konkurs Piosenki Eurowizji
16 stycznia 2024 ogłoszono, że Kaleen została wybrana wewnętrznie na reprezentantkę Austrii w Konkursie Piosenki Eurowizji 2024 przez austriackiego nadawcę Österreichischer Rundfunk (ORF). Wówczas ogłoszono, że jej konkursowy utwór będzie „popem inspirowanym techno”. Tego samego dnia pojawiły się informacje jakoby jej propozycja miała nosić tytuł „We Will Rave”, a kilka tygodni przed premierą wyciekła wersja demo utworu – w wywiadzie z The Euro Trip Podcast Kaleen powiedziała, że wyciek „nie wpłynął na nią negatywnie”, dodając, że była wręcz „w siódmym niebie”, gdyż był to dla niej prawdziwy moment udomowienia się w swojej karierze muzycznej; powiedziała też, że ostateczna wersja została zmieniona, aby była „bardziej przystosowana” na konkurs. 1 marca wydano konkursową piosenkę, a teledysk do utworu ukazał się 4 marca.